# Fußball-Club 08 Homburg/Saar 2013-2014
Questa voce raccoglie le informazioni riguardanti il Fußball-Club 08 Homburg/Saar nelle competizioni ufficiali della stagione 2013-2014.

## Stagione
Nella stagione 2013-2014 l'Homburg, allenato da Christian Titz, Sebastian Stache e Robert Jung, concluse il campionato di Regionalliga sudovest all'11º posto.

## Rosa
| N. |                     | Ruolo | Calciatore         |
| -- | ------------------- | ----- | ------------------ |
| 1  | Germania (bandiera) | P     | Kadir Yalçın       |
| 3  | Germania (bandiera) | D     | Christian Beisel   |
| 4  | Germania (bandiera) | D     | Andreas Gaebler    |
| 5  | Germania (bandiera) | C     | Abdullah Keseroğlu |
| 6  | Germania (bandiera) | C     | Marc Buchmann      |
| 7  | Germania (bandiera) | C     | Lutz Radojewski    |
| 8  | Germania (bandiera) | C     | Giancarlo Pinna    |
| 9  | Germania (bandiera) | A     | Dennis Gerlinger   |
| 10 | Germania (bandiera) | C     | Yannik Tewelde     |
| 11 | Italia (bandiera)   | A     | Matteo Timpone     |
| 12 | Germania (bandiera) | P     | Timo Nagel         |
| 13 | Germania (bandiera) | C     | André Kilian       |
| 14 | Germania (bandiera) | C     | Carsten Lutz       |
| 15 | Germania (bandiera) | D     | Walid Sekkour      |
| 16 | Italia (bandiera)   | C     | Nino Lacagnina     |

| N. |                         | Ruolo | Calciatore          |
| -- | ----------------------- | ----- | ------------------- |
| 16 | Germania (bandiera)     | A     | Maximilian Murr     |
| 17 | Germania (bandiera)     | C     | Claudio Bellanave   |
| 18 | Kosovo (bandiera)       | A     | Alban Ramaj         |
| 20 | Germania (bandiera)     | D     | Mike Baier          |
| 21 | RD del Congo (bandiera) | D     | Oscar Mbele-Mombo   |
| 21 | Germania (bandiera)     | A     | Pascal Reinhardt    |
| 22 | Germania (bandiera)     | C     | Mario Klinger       |
| 24 | Germania (bandiera)     | C     | Patrik Ribeiro-Pais |
| 25 | Germania (bandiera)     | P     | Mirko Gerlinger     |
| 28 | Germania (bandiera)     | D     | Martin Kramer       |
| 29 | Germania (bandiera)     | D     | Emil Noll           |
| 30 | Germania (bandiera)     | P     | Edin Pepic          |
| 31 | Tunisia (bandiera)      | D     | Enis Hajri          |
|    | Turchia (bandiera)      | C     | Uğur Dündar         |

## Organigramma societario
Area tecnica
- Allenatore: Robert Jung
- Allenatore in seconda: Sebastian Stache
- Preparatore dei portieri: Oliver Müller
- Preparatori atletici:
- Analisi video:

## Calciomercato

### Sessione estiva
| Acquisti | Acquisti             | Acquisti             | Acquisti |
| R.       | Nome                 | da                   | Modalità |
| -------- | -------------------- | -------------------- | -------- |
| D        | Enis Hajri           | Sfaxien              |          |
| D        | Walid Sekkour        | Fortuna Sittard      |          |
| C        | Ahmet Ayaloglu       | Sandhausen II        |          |
| D        | Christian Beisel     | Darmstadt            |          |
| C        | Claudio Bellanave    | Astoria Walldorf     |          |
| D        | Andreas Gaebler      | Darmstadt            |          |
| P        | Mirko Gerlinger      | Kaiserslautern U19   |          |
| C        | Abdullah Keseroğlu   | Bucaspor             |          |
| C        | Mario Klinger        | Eintracht Treviri    |          |
| A        | Christopher Kullmann | Arminia Bielefeld    |          |
| D        | Emil Noll            | Pogoń Stettino       |          |
| P        | Edin Pepic           | Borussia Dortmund II |          |
| C        | Giancarlo Pinna      | VfR Mannheim         |          |
| A        | Alban Ramaj          | Kickers Würzburg     |          |

| Cessioni | Cessioni           | Cessioni            | Cessioni |
| R.       | Nome               | a                   | Modalità |
| -------- | ------------------ | ------------------- | -------- |
| C        | Ahmet Ayaloglu     | Waldhof Mannheim    |          |
| D        | Erdal Celik        | Wormatia Worms      |          |
| C        | Yannick Kakoko     | Wohlen              |          |
| A        | Hajrullah Muni     | Halberg Brebach     |          |
| A        | Björn Recktenwald  | FC Hertha Wiesbach  |          |
| C        | Steven Simon       | Saarbrücken II      |          |
| P        | Stefan Steigerwald | Vikt. Aschaffenburg |          |
| C        | Mahmut Temür       | Mersin İ. Yurdu     |          |
| C        | Robin Vogtland     | SVN Zweibrücken     |          |
| C        | Deniz Yılmaz       | Waldhof Mannheim    |          |

### Sessione invernale
| Acquisti | Acquisti     | Acquisti     | Acquisti |
| R.       | Nome         | da           | Modalità |
| -------- | ------------ | ------------ | -------- |
| C        | Uğur Dündar  | 1461 Trabzon |          |
| P        | Kadir Yalçın | Ofspor       |          |

| Cessioni | Cessioni             | Cessioni      | Cessioni |
| R.       | Nome                 | a             | Modalità |
| -------- | -------------------- | ------------- | -------- |
| A        | Christopher Kullmann | Hessen Kassel |          |
| P        | Florian Hammel       | Erndtebrück   |          |

## Risultati

### Regionalliga

#### Girone di andata
| Arbitro: | Bartsch |

|                      |           |  |
| Battaglia 16’ (rig.) | Marcatori |  |

| Arbitro: | Zorn |

|                         |           |  |
| Kilian 5’ Gerlinger 22’ | Marcatori |  |

| Arbitro: | Kempkes |

|                  |           |          |
| Steil 81’ (rig.) | Marcatori | 42’ Lutz |

| Arbitro: | Kühlmeyer |

|                                                    |           |                    |
| Ramaj 22’ Reinhardt 32’ Bellanave 54’ Kullmann 87’ | Marcatori | 4’ Gyau 41’ Ludwig |

| Arbitro: | Gasteier |

|  |           |                                                                         |
|  | Marcatori | 1’ Reinhardt 14’ Beisel 22’ Ramaj 33’ Radojewski 47’ Kullmann 77’ Pinna |

| Arbitro: | Schütz |

|                         |           |  |
| Ramaj 71’ Gerlinger 81’ | Marcatori |  |

| Arbitro: | Fritsch |

|               |           |           |
| Rodríguez 41’ | Marcatori | 11’ Ramaj |

| Arbitro: | Schlager |

|  |           |                         |
|  | Marcatori | 32’, 49’ Kuhn 78’ Rizzi |

| Arbitro: | Wiatrek |

|                                 |           |  |
| Lewerenz 47’, 60’ Slišković 63’ | Marcatori |  |

| Arbitro: | Faller |

|           |           |                |
| Ramaj 36’ | Marcatori | 7’ (aut.) Noll |

| Arbitro: | Schmitt |

|                     |           |                                     |
| Modica 9’ Wilke 74’ | Marcatori | 43’ Tewelde 46’ Lutz 87’ Radojewski |

| Homburg 5 ottobre 2013, ore 14:00 CEST 12ª giornata | Homburg | 0 – 0 referto | SVN Zweibrücken | Waldstadion (1 720 spett.)\| Arbitro: \| Lehmann \| |
| Arbitro:                                            | Lehmann |               |                 |                                                     |

| Arbitro: | Kessel |

|  |           |             |
|  | Marcatori | 30’ Falahen |

| Arbitro: | Schütz |

|                  |           |                                       |
| Mayer 68’ (rig.) | Marcatori | 4’ Klinger 6’ Reinhardt 87’ Gerlinger |

| Arbitro: | Christ |

|                       |           |  |
| Ramaj 40’ Tewelde 90’ | Marcatori |  |

| Arbitro: | Wiatrek |

|  |           |                             |
|  | Marcatori | 24’ Reinhardt 90’ Bellanave |

| Arbitro: | Gasteier |

|                              |           |  |
| Lutz 61’ Pinheiro 88’ (aut.) | Marcatori |  |

#### Girone di ritorno
| Arbitro: | Schmitt |

|                       |           |          |
| Assauer 23’ Džaka 24’ | Marcatori | 45’ Noll |

| Arbitro: | Günsch |

|                                                                     |           |           |
| Gerlinger 45’, 57’ Reinhardt 46’ Klinger 50’ Lutz 69’ Bellanave 85’ | Marcatori | 2’ Weller |

| Arbitro: | Endriß |

|                      |           |               |
| Hammouchi 12’ (aut.) | Marcatori | 15’ Kunstmann |

| Sinsheim 28 febbraio 2014, ore 19:00 CET 21ª giornata | Hoffenheim II | 0 – 0 referto | Homburg | Dietmar-Hopp-Stadion (381 spett.)\| Arbitro: \| Rafalski \| |
| Arbitro:                                              | Rafalski      |               |         |                                                             |

| Arbitro: | Baitinger |

|          |           |         |
| Noll 45’ | Marcatori | 7’ Nebe |

| Arbitro: | Kühlmeyer |

|                  |           |  |
| Bektashi 6’, 29’ | Marcatori |  |

| Arbitro: | Wiatrek |

|                                    |           |           |
| Reinhardt 30’ (rig.) Bellanave 85’ | Marcatori | 12’ Lovré |

| Arbitro: | Faller |

|                                                                   |           |                      |
| Rühle 12’ Hägele 36’ Skarlatidis 38’ Rizzi 40’ (rig.) Binakaj 80’ | Marcatori | 56’ (rig.) Reinhardt |

| Arbitro: | Falcicchio |

|                           |           |                                       |
| Reinhardt 11’, 67’ (rig.) | Marcatori | 38’ Slišković 61’ Roßbach 69’ Franzin |

| Arbitro: | Endriß |

|                                                  |           |                         |
| Wille 6’ Albayrak 67’ Waldschmidt 68’ Sommer 82’ | Marcatori | 19’ Reinhardt 85’ Pinna |

| Arbitro: | Lehmann |

|          |           |                        |
| Lutz 13’ | Marcatori | 61’ Gjasula 86’ Müller |

| Arbitro: | Zorn |

|           |           |  |
| Parra 27’ | Marcatori |  |

| Arbitro: | Kessel |

|                                      |           |  |
| Beisel 20’ (aut.) Falahen 64’ (rig.) | Marcatori |  |

| Homburg 3 maggio 2014, ore 14:00 CEST 31ª giornata | Homburg | 0 – 0 referto | Hessen Kassel | Waldstadion (710 spett.)\| Arbitro: \| Münch \| |
| Arbitro:                                           | Münch   |               |               |                                                 |

| Arbitro: | Rafalski |

|                                   |           |               |
| Galm 20’, 44’ Kizilyar 79’ (rig.) | Marcatori | 52’ Reinhardt |

| Arbitro: | Schmitt |

|                          |           |  |
| Bellanave 38’ Kilian 58’ | Marcatori |  |

| Arbitro: | Vonderschmidt |

|                                         |           |           |
| Pokar 10’ Mockenhaupt 69’ Świerczok 90’ | Marcatori | 29’ Pinna |

## Statistiche

### Statistiche di squadra
| Competizione          | Punti | In casa | In casa | In casa | In casa | In casa | In casa | In trasferta | In trasferta | In trasferta | In trasferta | In trasferta | In trasferta | Totale | Totale | Totale | Totale | Totale | Totale | DR |
| Competizione          | Punti | G       | V       | N       | P       | Gf      | Gs      | G            | V            | N            | P            | Gf           | Gs           | G      | V      | N      | P      | Gf     | Gs     | DR |
| --------------------- | ----- | ------- | ------- | ------- | ------- | ------- | ------- | ------------ | ------------ | ------------ | ------------ | ------------ | ------------ | ------ | ------ | ------ | ------ | ------ | ------ | -- |
| Regionalliga sudovest | 44    | 17      | 8       | 5       | 4       | 28      | 16      | 17           | 4            | 3            | 10           | 22           | 31           | 34     | 12     | 8      | 14     | 50     | 47     | +3 |
| Totale                | 44    | 17      | 8       | 5       | 4       | 28      | 16      | 17           | 4            | 3            | 10           | 22           | 31           | 34     | 12     | 8      | 14     | 50     | 47     | +3 |

### Andamento in campionato
| Giornata  | 1  | 2 | 3 | 4 | 5 | 6 | 7 | 8 | 9 | 10 | 11 | 12 | 13 | 14 | 15 | 16 | 17 | 18 | 19 | 20 | 21 | 22 | 23 | 24 | 25 | 26 | 27 | 28 | 29 | 30 | 31 | 32 | 33 | 34 |
| --------- | -- | - | - | - | - | - | - | - | - | -- | -- | -- | -- | -- | -- | -- | -- | -- | -- | -- | -- | -- | -- | -- | -- | -- | -- | -- | -- | -- | -- | -- | -- | -- |
| Luogo     | T  | C | T | C | T | C | T | C | T | C  | T  | C  | C  | T  | C  | T  | C  | T  | C  | C  | T  | C  | T  | C  | T  | C  | T  | C  | T  | T  | C  | T  | C  | T  |
| Risultato | P  | V | N | V | V | V | N | P | P | N  | V  | N  | P  | V  | V  | V  | V  | P  | V  | N  | N  | N  | P  | V  | P  | P  | P  | P  | P  | P  | N  | P  | V  | P  |
| Posizione | 14 | 9 | 8 | 6 | 4 | 4 | 3 | 6 | 7 | 8  | 7  | 7  | 8  | 7  | 5  | 5  | 4  | 5  | 5  | 5  | 6  | 6  | 6  | 6  | 7  | 8  | 8  | 8  | 9  | 10 | 10 | 11 | 11 | 11 |

Legenda:

Luogo: C = Casa; T = Trasferta. Risultato: V = Vittoria; N = Pareggio; P = Sconfitta.

### Statistiche dei giocatori
| M. Baier        | 25 | 0  | 7 | 0 |
| C. Beisel       | 21 | 1  | 8 | 1 |
| C. Bellanave    | 29 | 5  | 5 | 0 |
| M. Buchmann     | 2  | 0  | 0 | 0 |
| U. Dündar       | 7  | 0  | 3 | 1 |
| A. Gaebler      | 30 | 0  | 7 | 1 |
| D. Gerlinger    | 32 | 5  | 2 | 0 |
| M. Gerlinger    | 0  | 0  | 0 | 0 |
| E. Hajri        | 9  | 0  | 3 | 1 |
| A. Keseroğlu    | 9  | 0  | 1 | 0 |
| A. Kilian       | 31 | 2  | 8 | 0 |
| M. Klinger      | 24 | 2  | 3 | 1 |
| M. Kramer       | 15 | 0  | 1 | 0 |
| C. Kullmann     | 7  | 2  | 0 | 0 |
| N. Lacagnina    | 4  | 0  | 0 | 0 |
| C. Lutz         | 31 | 5  | 3 | 0 |
| O. Mbele-Mombo  | 1  | 0  | 0 | 0 |
| M. Murr         | 1  | 0  | 0 | 0 |
| T. Nagel        | 0  | 0  | 0 | 0 |
| E. Noll         | 27 | 2  | 5 | 0 |
| E. Pepic        | 29 | 0  | 0 | 0 |
| G. Pinna        | 26 | 3  | 2 | 0 |
| L. Radojewski   | 26 | 2  | 4 | 0 |
| A. Ramaj        | 19 | 6  | 5 | 0 |
| P. Reinhardt    | 28 | 11 | 2 | 1 |
| P. Ribeiro-Pais | 0  | 0  | 0 | 0 |
| W. Sekkour      | 1  | 0  | 0 | 0 |
| Y. Tewelde      | 20 | 2  | 3 | 0 |
| M. Timpone      | 11 | 0  | 0 | 0 |
| D. Werling      | 2  | 0  | 0 | 0 |
| K. Yalçın       | 5  | 0  | 0 | 0 |